# Potentilla lazica
Potentilla lazica är en rosväxtart som beskrevs av Pierre Edmond Boissier och Bal.. Potentilla lazica ingår i Fingerörtssläktet som ingår i familjen rosväxter. Inga underarter finns listade i Catalogue of Life.